# Рівненський народний молодіжний театр
Рівненський народний молодіжний театр — аматорський театр, що діє на базі Рівненського міського палацу культури «Текстильник».
Заснований 1968 року, коли актриса Рівненського обласного музично-драматичного театру Атталія Матвіївна Гаврюшенко (1927—2013) організувала в місцевому педагогічному інституті театральну студію.
У 1979 році студентському театру присвоєно звання народного.
З 1995 року театр працює у Міському Палаці культури «Текстильник», змінивши разом із «пропискою» назву на Молодіжний народний театр.
Атталія Матвіївна Гаврюшенко майже 45 років залишалась незмінним режисером і керівником театру. Вона поставила десятки вистав за творами українських та зарубіжних драматургів. Серед них «Дон-Кіхот» М.Булгакова, «Шельменко-денщик»
Г. Квітки-Основ'яненка, «Ніч перед Різдвом» і «Ревізор» М. Гоголя, «Поминальна молитва» Г. Горіна, «Звичайне диво» Є. Шварца,   «Старший син» О. Вампілова, «Гра в фанти» М. Коляди, «Ігри в прощання» О. Слаповського, «Потрібен брехун» Д. Псафаса, «Балконні пристрасті» Х.Бергера, «Прокинься і співай» М.Дьярфаша, «Безприданник» Л.Разумовської, «Кохання в стилі бароко» Я.Стельмаха та багато інших.
Молодіжний театр гідно представляє місто й область на всеукраїнських та міжнародних театральних фестивалях. За останні роки театр брав участь у фестивалях «Від Гіпаніса до Борисфена» (м. Очаків), «Театральна осінь» (м. Прилуки), «ЛіхтАрт» (м. Рівне), «Палітра театральної осені» (м. Острог), «Рампа дружби» (м. Євпаторія), «Підляська осінь» (м. Білосток, Польща), де неодноразово здобував звання лауреата, дипломи першого та другого ступенів.
Влітку 2013 року колектив очолив Васильєв Євгеній Михайлович, доцент Рівненського державного гуманітарного університету, актор театру з 1990 року.  Упродовж 2013—2017 років він здійснив постановки вистав «Оскар і Рожева пані» за повістю Е.-Е. Шмітта, «Коли повертається дощ» Неди Нежданої, «Візит старої дами, або Мільярд за…» Ф. Дюрренматта, «Пігмаліон» Б.Шоу, «Стариган із крилами» А. Курейчика (за оповіданням Г. Гарсіа Маркеса), «Натюрморт для товстого племінника» Й. Сапдару, «Безсоння з польським акцентом» (за драмою Януша Гловацького «Полювання на тарганів»).
Сьогоднішній колектив театру нараховує майже тридцять учасників — акторів різних поколінь. Серед них — Олена Гордійчук, Сергій Романішин, Едуард Древицький, Андрій Рибалко, Вікторія Павловська, Сергій Антонюк, Валентин Кравчук, Ольга Якобчук, Наталя Горшкова, Наталя Савич, Юлія Басюк, Людмила Фоломієва, Віктор Троян, Володимир Решота, Денис Портной, Володимир Полюхович, Тетяна Трофімчук, Ольга Вертелецька, Ірина Мельник, Аліна Слободнюк, Анна Наумчук, Алла Робейко, Роман Кирилюк, Богдан Ткачук, Анна Бершеда, Дмитро Галицький.